# Ekkaphong Jongkesakorn
Ekkaphong Jongkesakorn   (tiếng Thái: เอกพงศ์ จงเกษกรณ์; sinh ngày 30 tháng 01 năm 1983), nghệ danh First (tiếng Thái: เฟิสท์), là diễn viên, người mẫu, kĩ sư Thái Lan.

## Tiểu sử
Ekkaphong Jongkesakorn sinh ngày 30 tháng 01 năm 1983 tại tỉnh Uthai Thani. Cha là giám sát viên, còn mẹ là giáo viên. Tốt nghiệp trường cấp 2 Nakhon Sawan School, tốt nghiệp ngành Kỹ sư cơ khí của Đại học Chiang Mai và thạc sĩ Kỹ thuật của Đại học Chulalongkorn
First sở hữu nét đẹp điển trai, nam tính và thân hình quyến rũ. Con đường đến với nghệ thuật của First như một cơ duyên, khi đang học ở Đại học Chiang Mai, anh lọt vào tầm ngắm của P’Ae Supahchai – một ông bầu mát tay của showbiz Thái, sau đó họ trao đổi, ký kết hợp đồng và First có được vai diễn đầu tiên. Đến nay, anh đã khẳng định được năng lực diễn xuất và có được vị trí nhất định trong lòng khán giả Thái Lan, First từng tham gia một số bộ phim nổi tiếng như "Raak Boon", "Tawan Yod Rak", "Pim Mala"...

## Đời tư
Ekkaphong kết hôn với Karnsinee Suksai - cô gái ngoài ngành giải trí. Họ có con trai là Nong Pam - 19/10/2018 

## Các bộ phim đã từng tham gia

### Phim truyền hình
| Năm  | Phim                                          | Vai                                | Đài             | Đóng với                |
| ---- | --------------------------------------------- | ---------------------------------- | --------------- | ----------------------- |
| 2010 | Wan Jai Gub Nai Jom Ying Đôi lứa xứng đôi     | Aswin Akarasiri / Win              | Channel 3 (CH3) | Chalida Vijitvongthong  |
| 2011 | Pim Mala                                      | Anusorn / Nu                       | Channel 3 (CH3) |                         |
| 2011 | Roy Marn                                      | Capt. Arthit Suriyo / Sunny        | Channel 3 (CH3) | Ranee Campen            |
| 2011 | Duang Taa Nai Duang Jai                       | Saht                               | Channel 3 (CH3) | Yardthip Rajpal         |
| 2011 | Banteuk Karm Piang Kham Diew 14               |                                    | Channel 3 (CH3) |                         |
| 2012 | Tawan Yod Rak                                 | Phakin                             | Channel 3 (CH3) | Jacqueline Muench       |
| 2012 | Baan Nok Kao Krung                            | ML Cheyphiman / Jack               | Channel 3 (CH3) | Napapa Thantrakul       |
| 2012 | Raak Boon                                     | Lieutenant Nawat                   | Channel 3 (CH3) | Jacqueline Muench       |
| 2013 | Ruk Karm Sen                                  | Shahkrit                           | Channel 3 (CH3) | Patcharin Jukrairuanpol |
| 2014 | Nang Rai Summer                               | Tonnam                             | Channel 3 (CH3) | Patcharin Jukrairuanpol |
| 2014 | Kularb Sorn Klin Hoa hồng giấu hương          | Sun                                | Channel 3 (CH3) | Marie Broenner          |
| 2014 | Raak Boon 2                                   | Lieutenant Nawat                   | Channel 3 (CH3) | Jacqueline Muench       |
| 2015 | Sapai Sai Lub                                 | Paravee Itinan / Mr. V / V / Judge | Channel 3 (CH3) | Nicharat Morson         |
| 2016 | Mue Prab Sai Daew                             | Phuwat / Phu                       | Channel 3 (CH3) | Jacqueline Muench       |
| 2017 | Mia Luang Bản lĩnh người vợ                   | Janejob                            | Channel 3 (CH3) | Cris Horwang            |
| 2017 | Fan Rak Fan Salai                             | Chang Yi Chen (Hia Chang)          | Channel 3 (CH3) |                         |
| 2018 | Nueng Dao Fah Diew Một mảnh đất, một bầu trời | Hsinbyushin                        | Channel 3 (CH3) |                         |
| 2018 | Dung Prom Likit Ruk                           | P'Ra Wongjun                       | Channel 3 (CH3) | Maneerat Sricharoon     |
| 2018 | Chart Suer Pun Mungkorn Kiếp hổ, giống rồng   | Chaiyuth / Pi Ai                   | Channel 3 (CH3) |                         |
| 2019 | Tukta Phee                                    | Thada                              | Channel 3 (CH3) |                         |
| 2019 | Dao Lhong Fah Vì sao dưới trời                | สุธี                                 | Channel 3 (CH3) | Chattarika Sittiprom    |
| 2020 | Pom Arthun Mái tóc bí ẩn                      | Pakorn                             | Channel 3 (CH3) | Patcharin Jukrairuanpol |
| 2022 | Pom Sanaeha Nút thắt ái tình                  | Sakdisant                          | Channel 3 (CH3) | Nattasha Bunprachom     |
|      | Nam Pueng Kom                                 |                                    | Channel 3 (CH3) |                         |

### Mc
- 3 for you